# タイガーエアウェイズ・グループの就航都市
タイガーエアはアジア太平洋地域の13カ国50都市以上に就航している。以下は2014年9月現在の就航都市の一覧。

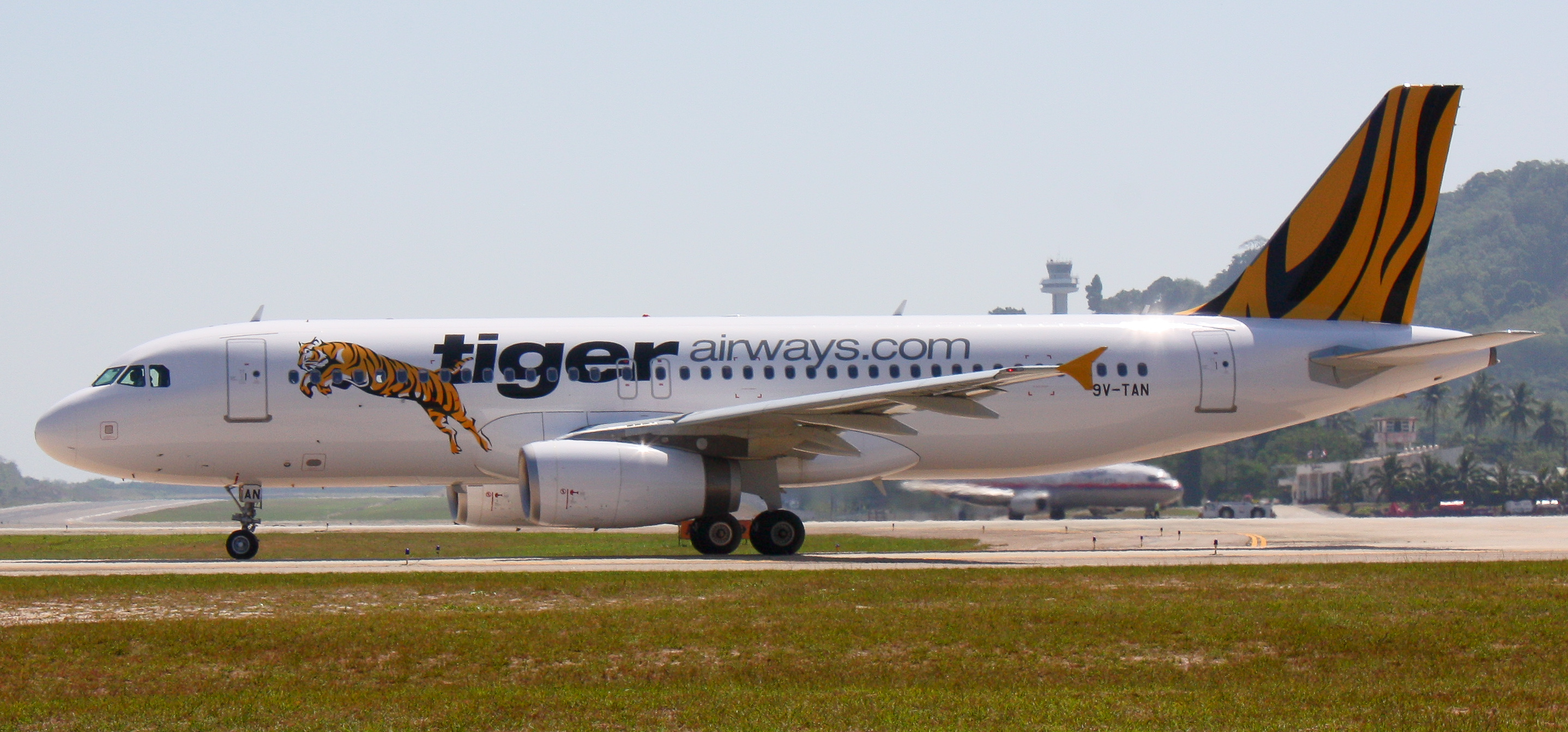

## 就航路線
|  | 拠点空港 |
|  | 就航予定 |
|  | 季節運航 |
|  | 廃止路線 |

この一覧は未完成です。加筆、訂正して下さる協力者を求めています。